# Очевидное невероятное
«Очевидное невероятное» — российский фантастический комедийный сериал режиссёра Александра Войтинского, снятый по циклу рассказов Кира Булычёва «Чудеса в Гусляре». Главные роли в нём сыграли Артём Быстров, Максим Лагашкин и Светлана Ходченкова. Премьера состоялась в 2024 году в онлайн-кинотеатре Okko, сериал получил противоречивые оценки критиков.

## Сюжет
Литературной основой сценария стали произведения писателя-фантаста Кира Булычёва. Их действие происходит в городе Великий Гусляр — уникальном месте, где открыта связь с параллельными мирами и другими планетами. Гуслярцы к этому привыкли, но жизнь в городе может измениться с приездом нового мэра, который собирается рассказать всему миру о происходящих чудесах для привлечения туристов. Его планам пытается помешать глава единственного в городе ТСЖ, который убеждает мэра, что чудес больше нет, и объединяет жителей в борьбе за сохранение тайны.

## В ролях
| Актёр               | Роль                              |
| ------------------- | --------------------------------- |
| Артём Быстров       | Тимофей Молодцов глава ТСЖ        |
| Максим Лагашкин     | Эдуард (Эдик) Белинский новый мэр |
| Светлана Ходченкова | Юлия Молодцова                    |
| Павел Любимцев      | Кац                               |
| Илья Виногорский    | Губин                             |
| Александр Нестеров  | Зощенко                           |
| Екатерина Кабак     | секретарша                        |
| Антон Морозов       | Крышкин                           |
| Алиса Лозовская     | Таня                              |
| Светлана Листова    | Белякова                          |
| Влад Прохоров       | Джей Джок                         |

## Список серий
1 сезон
| Серия | Дата премьеры   |
| ----- | --------------- |
| 1     | 25 января 2024  |
| 2     | 25 января 2024  |
| 3     | 1 февраля 2024  |
| 4     | 1 февраля 2024  |
| 5     | 8 февраля 2024  |
| 6     | 8 февраля 2024  |
| 7     | 15 февраля 2024 |
| 8     | 22 февраля 2024 |
| 9     | 29 февраля 2024 |
| 10    | 7 марта 2024    |

## Создание и оценки
Сериал был снят кинокомпанией «Медиаслово» по заказу онлайн-кинотеатра Okko. Съёмки проходили в Астрахани. Режиссёром проекта стал Александр Войтинский, сценарий написал Максим Кудымов. Съёмки телесериала начались в октябре 2022 года. Было снято 10 серий. Премьера состоялась в Okko 25 января 2024 года. Первые эпизоды были показаны в рамках конкурсной программы II фестиваля онлайн-кинотеатров «Новый сезон» и фестиваля экранизаций «Читка 2.0».
Сериал получил противоречивые оценки критиков. Рецензент журнала «Афиша» отметил, что «Очевидное невероятное» «отдаёт теплой ламповостью прозы Булычёва», что «с первых кадров… главным двигателем действия становится ностальгия». Положительные обзоры опубликовали Gamemag (в этом случае сериал характеризуется как «лёгкий и непритязательный проект с тёплым юмором и глуповатыми ситуациями»), «Бюллетень кинопрокатчика» («российская вариация „Невероятных приключений Дирка Джентли“, если их переместить в разукрашенный всеми цветами радуги позднесоветский сеттинг»), «Вокруг ТВ» (рецензент счёл, что сериал «отлично подходит, чтобы расслабиться под мелодии и рифмы советской эстрады»).
Обозреватель «Комсомольской правды» заявил, что в «Очевидном невероятном» нет «никакого значительного, смыслосодержащего контекста, никакого раскрытия характеров за сладкой пенкой условно-смешного. Только ностальгия второй свежести». По мнению рецензента издания Sota, сериал «выглядит и странно, и стыдно одновременно». Обозреватель «Кинорепортёра» увидел в сериале «мягкую ненавязчивую пропаганду политики изоляционизма и ретроградства».
Нейтральный обзор выпустил «Мир фантастики», отметив, что Гусляр получился уютным, но сериал имеет мало общего с книгами Булычёва и скорее напоминает «Кибердеревню». Рецензент «Коммерсанта» написал: «Далёкий от идеала в качестве экранизации, фантастический ситком симпатичен сам по себе». В издании «Ведомости» отметили, что «остроумие — то, чего отчаянно недостаёт этому, в общем, забавному сериалу», но «недостатки сценария отчасти компенсируются актёрским ансамблем».